# Производство бананов в Никарагуа
Производство бананов в Никарагуа — составная часть сельского хозяйства и одна из значимых отраслей экономики Никарагуа.

## История

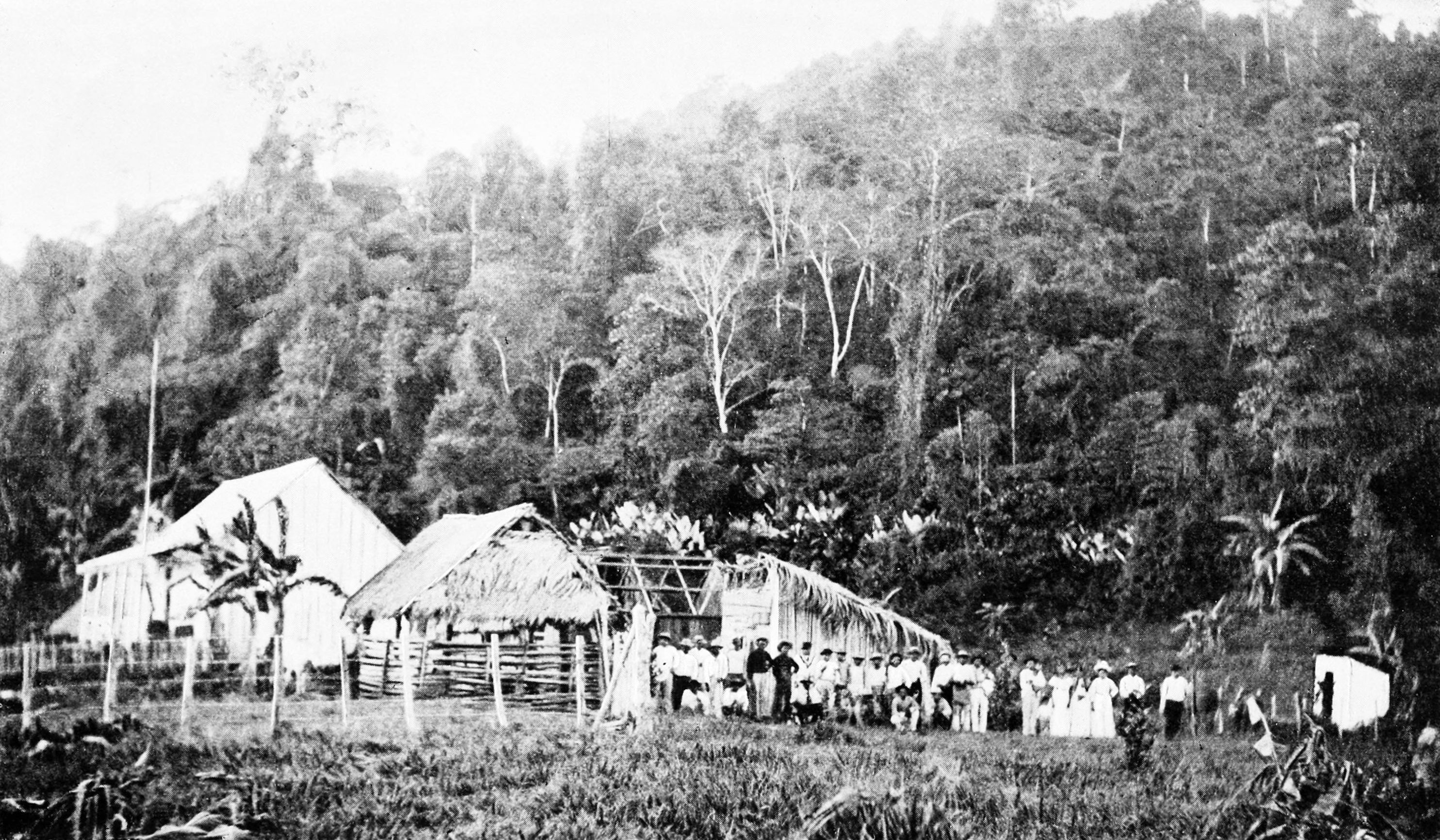
банановая плантация в Никарагуа (1894 год)

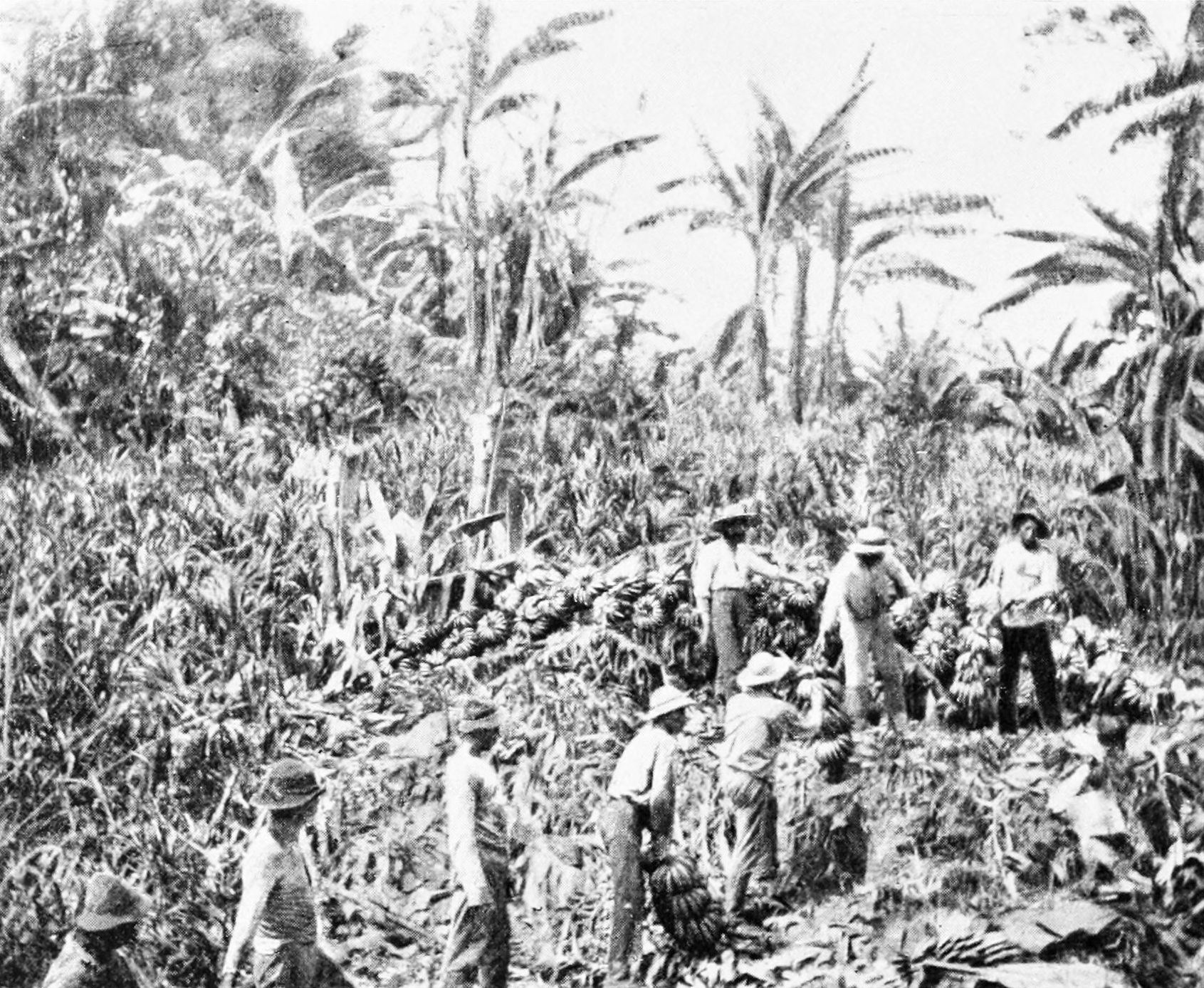
сбор бананов в Никарагуа (1894 год)

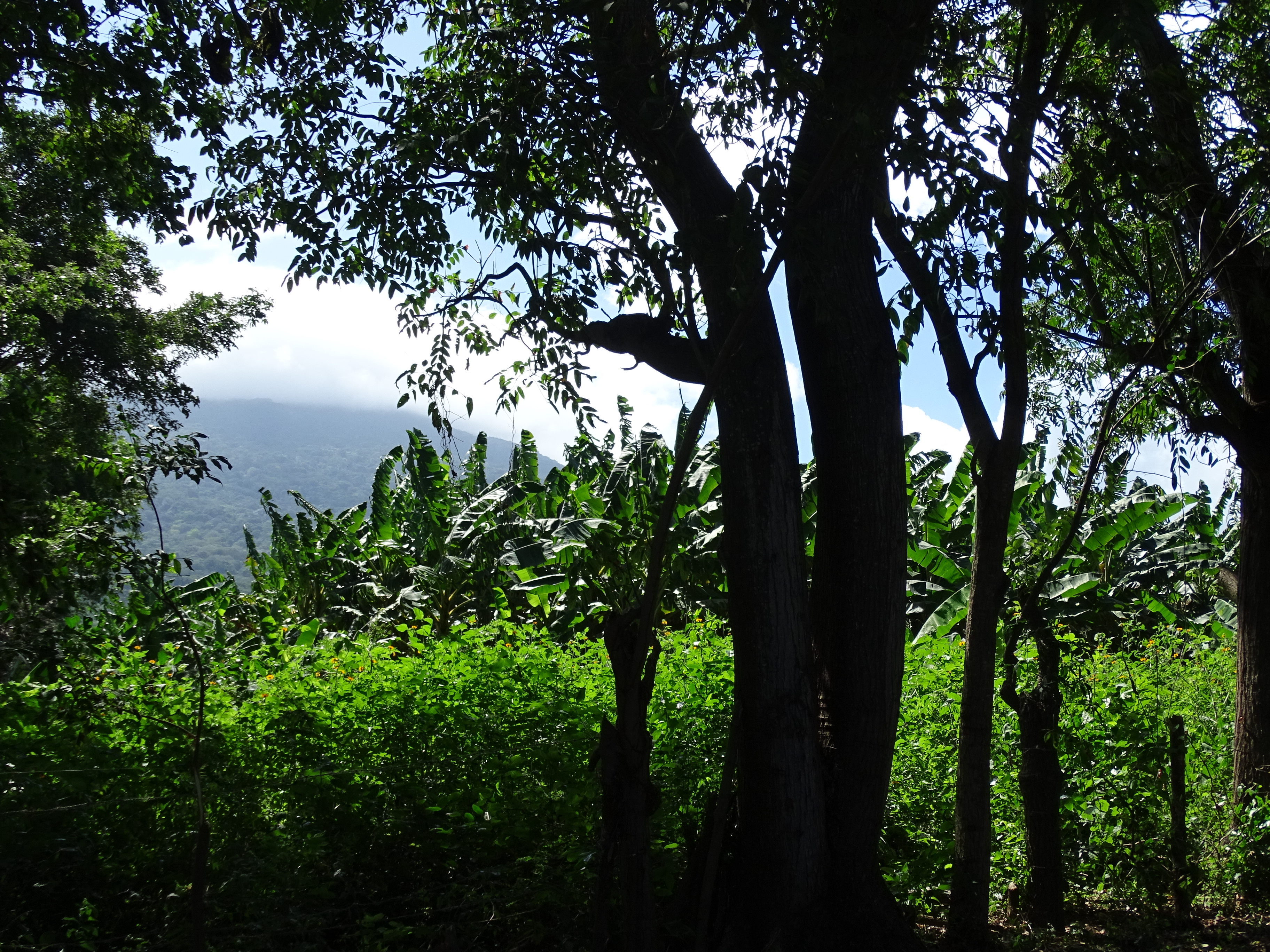
банановая плантация на острове Ометепе (22 декабря 2016)

После заключения в 1850 году между Великобританией и США «договора Клейтона — Булвера» начинается интенсивное проникновение в Никарагуа иностранного капитала, прежде всего — из США. Процесс активизировался в 1855—1856 гг. (когда власть в Никарагуа захватил У. Уокер) и в период с 1867 по 1893 годы (когда власть в Никарагуа находилась в руках партии консерваторов, которые выражали интересы крупных землевладельцев и ориентировались на США) — до 1870-х годов наиболее влиятельными были скотоводы, впоследствии — производители кофе.
По состоянию на 1892 год, основными экспортными товарами страны являлись кожи и шкуры крупного рогатого скота, кофе и ценные породы дерева. Бананы являлись одной из главных пищевых культур для обитавших на территории Никарагуа индейских племён и потомков европейских колонистов.
С начала XX века страна фактически превратилась в колонию США, её экономика была подчинена интересам крупных американских корпораций и кредитно-финансовых институтов. Кроме того, в ходе так называемых «банановых войн» с 1912 до 1925 года и с 1926 по 1933 год Никарагуа была оккупирована войсками США.
В 1909—1910 гг. некоторое количество бананов уже экспортировалось. В период с 1921 до 1935 года бананы являлись одной из главных статей экспорта.
Мировой экономический кризис 1929—1933 годов серьёзно обострил проблемы экономики Никарагуа (в 1928—1932 гг. объём экспорта сократился на 62 %, цены на кофе и бананы упали до исторического минимума).
В 1934 году, после убийства А. Сандино в стране была установлена диктатура семейства Сомоса. В 1936 году А. Сомоса предоставил компаниям США дополнительные льготы.
В 1935 году тропическим ураганом на Москитовый берег были занесены споры «панамской болезни» (грибковых вредителей бананов), что привело к сокращению урожаев бананов в следующие годы.
Во второй половине 1930х годов Никарагуа являлась отсталой сельскохозяйственной страной, специализировавшейся на производстве кофе и бананов (основным производителем бананов являлась компания «United Fruit Company»), при этом значительную часть продовольствия для населения импортировали из США.
После начала Второй мировой войны влияние европейского капитала на экономику Никарагуа существенно уменьшилось, а влияние США — напротив, начало всё более возрастать. В начале 1950-х годов Никарагуа являлась отсталой сельскохозяйственной страной, специализировавшейся на производстве кофе и бананов (при этом, производство бананов было сосредоточено в основном на побережье Карибского моря и практически полностью находилось под контролем компаний США «United Fruit Company» и «Standard Fruit and Steamship Company»), но некоторое количество бананов выращивалось крестьянами.
13 декабря 1960 года Сальвадор, Гватемала, Гондурас, Коста-Рика и Никарагуа подписали соглашение о создании организации «Центральноамериканский общий рынок» с целью ускорить экономическое развитие путём объединения материальных и финансовых ресурсов, устранения торгово-таможенных ограничений и координации экономической политики. В это время в связи с перепрофилированием части бывших банановых плантаций под выращивание какао, экспорт бананов из Никарагуа не превышал 3 тыс. тонн в год.
По состоянию на начало 1970х годов, Никарагуа являлась экономически отсталой аграрной страной со слаборазвитой промышленностью. Основными экспортными товарами являлись хлопок (22,2 % от стоимости экспорта 1971 года), кофе (15,7 % от стоимости экспорта 1971 года), тростниковый сахар, бананы, кунжут, какао и табак.
В 1974 году Никарагуа стала одной из стран-учредителей Союза стран-экспортёров бананов (Unión de Países Exportadores de Banano).
В середине 1970-х годов производство и экспорт бананов из Никарагуа контролировала американская компания «Standard Fruit».
После победы Сандинистской революции 19 июня 1979 года правительство страны приняло закон № 3 о национализации собственности семейства Сомоса, и к 16 октября 1979 года все их плантации были национализированы, часть земель была сразу же передана крестьянам, тем самым снизив «земельный голод» в стране. В том же 1979 году был создан институт аграрной реформы (INRA) и началась подготовка к проведению аграрной реформы.
В июле 1981 года был принят закон о проведении аграрной реформы (декрет № 782 от 19 июля 1981 года), о экспроприации плохо используемых или пустующих земельных участков площадью свыше 350 га на Тихоокеанском побережье и свыше 1000 га — в иных районах страны. В сентябре 1981 года был принят закон о сельскохозяйственных кооперативах.
В октябре 1982 года американская транснациональная компания «Standard Fruit Company» заявила о том, что она прекращает все торговые операции в Никарагуа, в том числе приобретение выращенного урожая бананов, а также маркетинговые операции по размещению заказов на фрукты из Никарагуа в США. Эти действия были прямым нарушением контракта с правительством страны, срок действия которого истекал только в 1985 году. В результате, для Никарагуа возникла проблема с реализацией урожая бананов (6 млн ящиков) и трудоустройством около 4 тысяч рабочих банановых плантаций. Правительство Никарагуа было вынуждено выплатить компании субсидию в размере 200 млн кордоб «за передачу технологий» и «компенсацию» в размере 0,5 доллара за каждый ящик бананов, собранных и отгруженных с использованием оборудования, выкупленного у компании (собранный урожай был реализован в европейских странах).
В дальнейшем, в условиях организованной США экономической блокады и начавшихся боевых действий против «контрас» положение в экономике осложнилось. С целью обеспечения независимости Никарагуа от импорта продовольствия при помощи СССР, Кубы и других социалистических стран в 1980-е годы началась диверсификация сельского хозяйства. Основными экспортными культурами остались хлопчатник и кофе, а бананы стали потребительской культурой. В середине 1980-х годов Никарагуа превратилась в аграрно-индустриальную страну (уже в 1985 году промышленность составляла 27 % от ВВП страны, а сельское хозяйство — 23 %).
В 1987 году в стране было собрано 119 тыс. тонн бананов.
22-23 октября 1988 года ураган «Джоан» причинил значительные разрушения в юго-восточной и центральной части Никарагуа: на плантациях был уничтожен урожай кофе, какао, бананов, погибли масличные пальмы, деревья гевеи, значительный ущерб в виде потерь древесины был причинен лесному хозяйству. Общий ущерб составил 828 млн долларов США.
25 февраля 1990 года президентом страны стала Виолета Барриос де Чаморро, при поддержке США начавшая политику неолиберальных реформ, в результате которых в стране начался экономический кризис, сопровождавшийся деиндустриализацией (уже к 1994 году доля сельского хозяйства увеличилась до 32,8% ВВП, промышленности - сократилась до 17,3% ВВП).
3 сентября 1995 года Никарагуа вступила во Всемирную торговую организацию. К началу 2000-х годов ситуация в экономике стабилизировалась. Никарагуа вновь превратилась в аграрную страну, основой экономики которой стало сельское хозяйство, а основными экспортными товарами — кофе, хлопок, сахар, бананы, древесина (в том числе, ценных пород) и золото.
В сентябре 2007 года значительный урон экономике страны нанёс ураган «Феликс». В результате, в 2007 году сбор бананов составил 48 тыс. тонн.

## Современное состояние

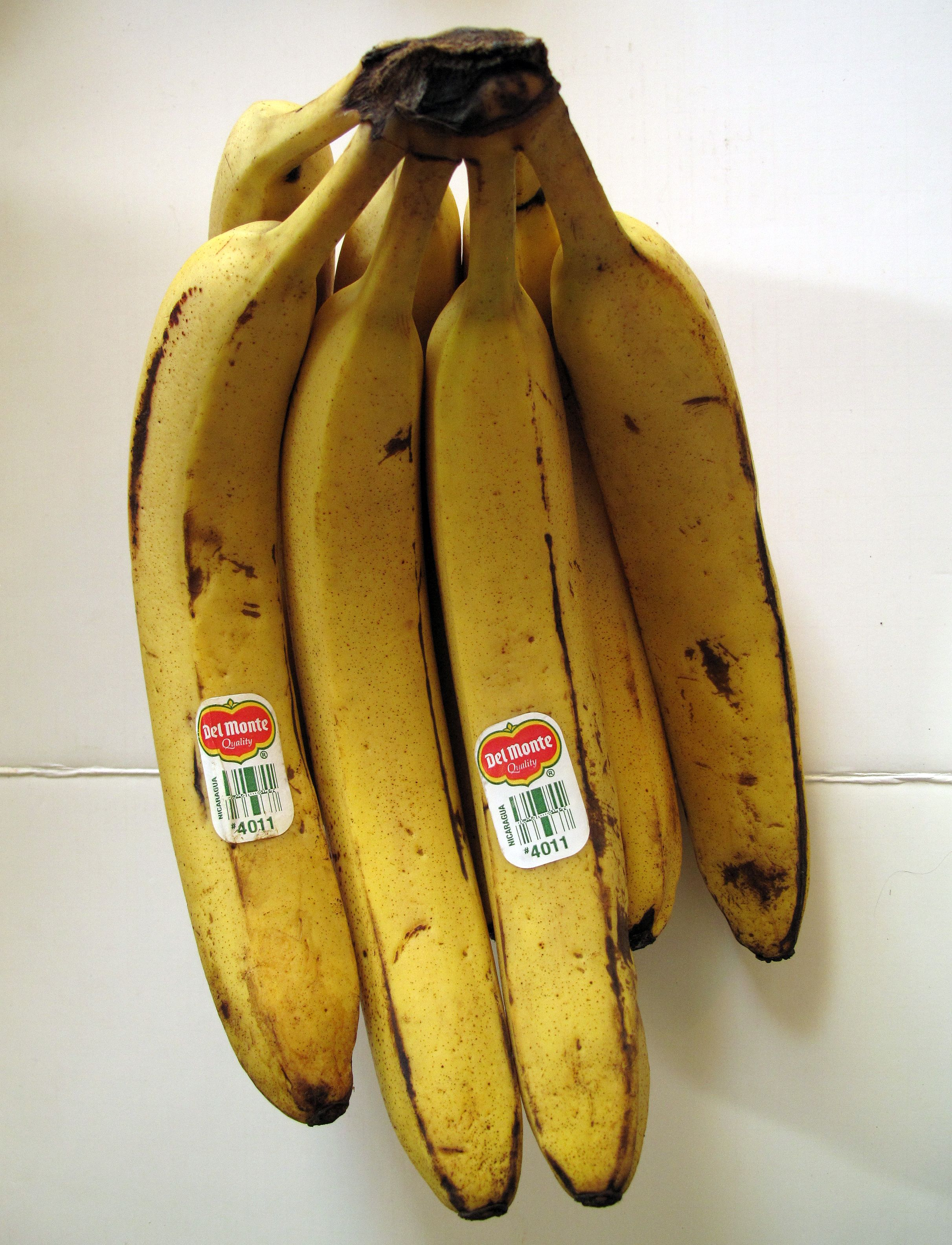
гроздь бананов из Никарагуа (1 августа 2017)

По состоянию на 2010 год Никарагуа являлась сельскохозяйственной страной, главными экспортными культурами которой были кофе, сахарный тростник, арахис, кунжут, табак и бананы (сбор бананов в 2010 году составил около 94 тыс. тонн).
Основным районом выращивания бананов являются плантации на прибрежных низменностях в департаменте Чинандега.